# Swift (cráter de Deimos)
Swift es un cráter de la luna de Marte, Deimos. Tiene aproximadamente 3 kilómetros de diámetro. Debe su nombre al escritor Jonathan Swift, quien pronosticó la existencia de dos lunas en Marte en su libro de 1726 Los Viajes de Gulliver. El cráter Swift es uno de los dos elementos del relieve de Deimos con nombre propio (el otro es el cráter Voltaire). El 10 de julio de 2006, la nave Mars Global Surveyor tomó una imagen de Deimos a una distancia de 22.985 km mostrando el cráter.